# Arakül
Arakül (ryska: Arakyul’, armeniska: Arrak’yal, Arrak’ul, Առաքյալ, ryska: Аракюль, armeniska: Arrak’el, Առաքել) är en ort i Azerbajdzjan.   Den ligger i distriktet Xocavənd Rayonu, i den södra delen av landet, 270 kilometer väster om huvudstaden Baku. Arakül ligger 812 meter över havet och antalet invånare är 106.
Terrängen runt Arakül är lite bergig. Närmaste större samhälle är Jebrail, 5,3 kilometer sydost om Arakül. 
Trakten runt Arakül består till största delen av jordbruksmark. Runt Arakül är det ganska tätbefolkat, med 54 invånare per kvadratkilometer.